# 索尔 (阿列日省)
索尔（法語：Sor，法語發音：[sɔʁ]）是法国阿列日省的一个市镇，位于该省西部，属于聖日龍區。

## 地理
索尔（42°55'13"N, 1°0'35"E）面积1.08 平方千米，位于法国奧克西塔尼大區阿列日省，该省份为法国西南部内陆省份，西部和北部与上加龙省接壤，东临奥德省，东南至东比利牛斯省接壤，南与安道尔和西班牙接壤。
与索尔接壤的市镇（或旧市镇、城区）包括：阿尔然、欧德雷桑、萨尔桑。

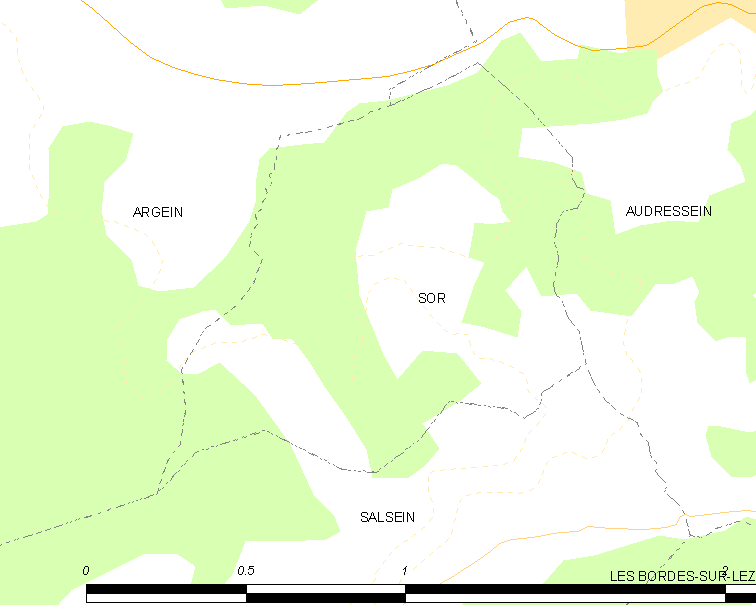
的OSM定位图

索尔的时区为UTC+01:00、UTC+02:00（夏令时）。

## 行政
索尔的邮政编码为09800，INSEE市镇编码为09297。

## 政治
索尔所属的省级选区为库斯朗西县。

## 人口

1962-2008年间人口变化图示

索尔于2022年1月1日时的人口数量为28人。